# Prohimerta vieta
Prohimerta vieta är en insektsart som beskrevs av Andrej Vasiljevitj Gorochov 2003. Prohimerta vieta ingår i släktet Prohimerta och familjen vårtbitare. Inga underarter finns listade i Catalogue of Life.